# معاناة الحيوانات البرية

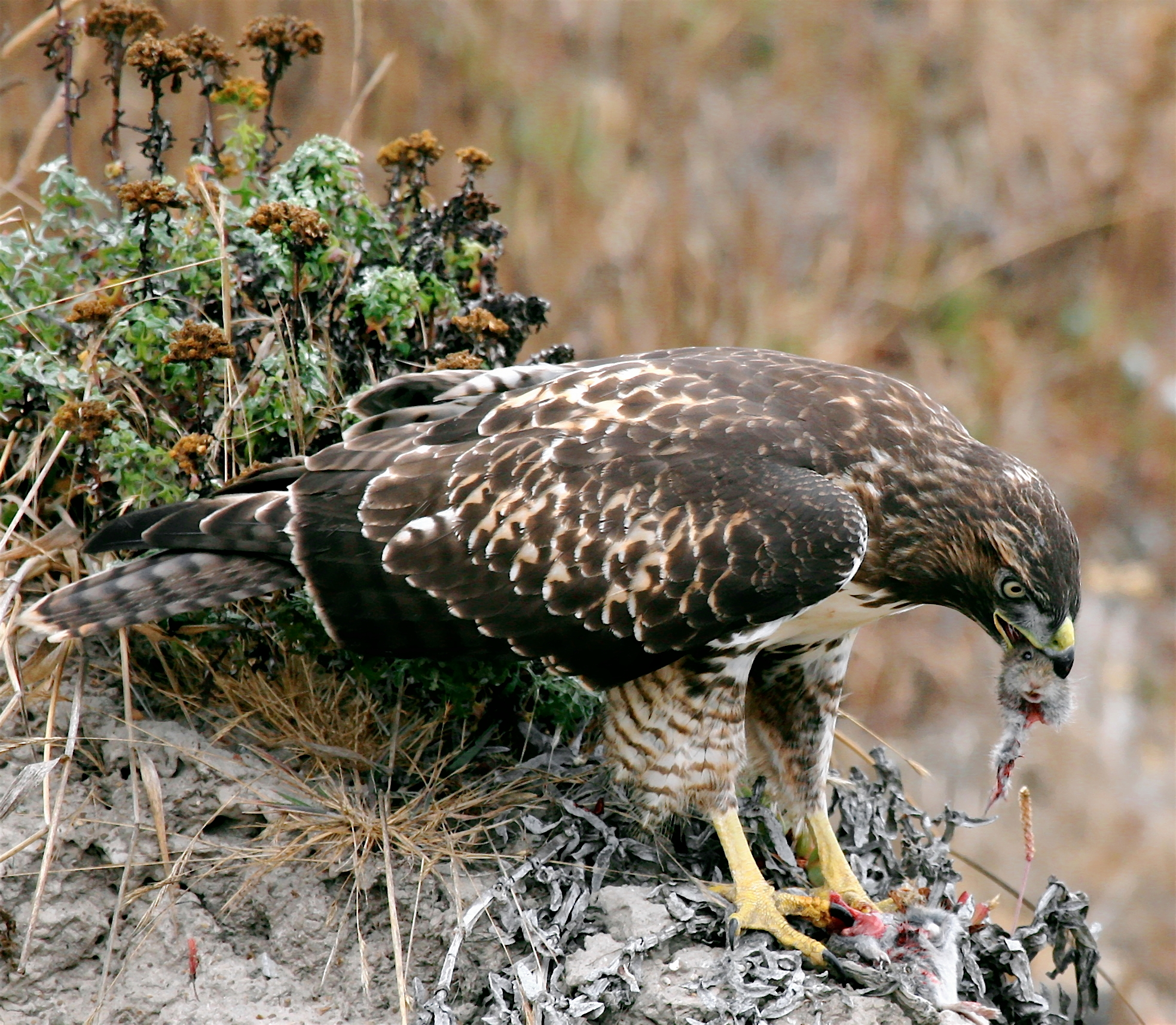

تتعرض الحيوانات البرية غير الآدمية لمعاناة في الطبيعة بسبب المرض أو الإصابات أو الطفيليات أو الموت جوعًا أو الكوارث الطبيعية أو الافتراس من قبل الحيوانات الأخرى. نوقشت مسألة معاناة الحيوانات البرية عبر التاريخ، في سياق فلسفة الدين على أنها تمثل معضلة الشر. بحث عدد من الأكاديميين مؤخرًا، في احتمال إمكانية وجوب المشكلة من وجهة نظر علمانية على أنها مسألة أخلاقية عامة قد يكون للبشر القدرة على اتخاذ إجراءات لمنع حدوثها.
ثمة خلاف كبير حول هذه النقطة الأخيرة، إذ يعتقد الكثيرون أن التدخلات البشرية في الطبيعة -لهذا السبب- ستكون إما غير أخلاقية أو غير قابلة للتنفيذ أو كليهما. يلمح المدافعون عن هذه الإجراءات إلى أن البشر يتدخلون في الطبيعة طوال الوقت -بأشكال وخيمة أحيانًا- لمصالحهم الخاصة ولتحقيق المزيد من أهداف مناصرة حماية البيئة وأن هناك العديد من الطرق التي يتدخل بها البشر بالفعل لمساعدة الحيوانات البرية مثل التلقيح ومداواة الحيوانات المصابة والمريضة، وإنقاذ الحيوانات في الحرائق والكوارث الطبيعية، وإطعام الحيوانات الجائعة، وتزويد الحيوانات العطشة بالماء، ورعاية الحيوانات اليتيمة. يجادل المدافعون أيضًا بأنه على الرغم من التدخلات الكثيرة ضمن مستويات مختلفة، قد لا تكون ممكنة بالمعرفة الحالية، ولكن بإمكانها أن تصبح ممكنة في المستقبل مع زيادة المعرفة وتطوير التقنيات وتقدّمها. ولهذه الأسباب، يزعمون أنه من المهم رفع مستوى الوعي حول قضية معاناة الحيوانات البرية، ونشر المبدأ الداعي لمساعدة الحيوانات التي تعاني في هذه المواقف وتشجيع البحث في التدابير الفعالة التي يمكن اتخاذها لتحسين حياة الحيوانات البرية دون التسبب بأضرار أكبر.

## مدى معاناة الحيوانات البرية في الطبيعة
اعترف تشارلز داروين في سيرته الذاتية بأن هناك معاناة كبيرة للحيوانات في الطبيعة لكنها معاناة متوافقة تمامًا مع أعمال الاصطفاء الطبيعي، ومع ذلك أكد أن المتعة كانت المحرك الرئيس لزيادة اللياقة البدنية لدى الكائنات الحية. عارض عالم الأحياء التطوري ريتشارد دوكينز ادعاء داروين في كتابه «النهر الخارج من عدن»، إذ جادل بأن معاناة الحيوانات البرية يجب أن تكون واسعة النطاق بسبب تفاعل الآليات التطورية التالية:
- الجينات الأنانية: الجينات غير مبالية تمامًا برفاهية الكائنات الفردية ما دام هناك انتقال للحمض النووي.
- الصراع من أجل البقاء: تؤدي المنافسة على الموارد المحدودة إلى موت غالبية الكائنات الحية قبل نقل جيناتها.
- كارثة مالثوس: حتى الفترات الوافرة ضمن نظام بيئي معين، تنتهي بالاكتظاظ والانهيار.

يلخص دوكينز كل ذلك بأنه من الضروري احتواء العالم الطبيعي على كم هائل من معاناة الحيوانات نتيجة حتمية التطور الدارويني. ولتوضيح هذا كتب:
«...فالمقدار الكلي للمعاناة في العالم الطبيعي في كل سنة هو أكبر من كل تقدير لائق يمكننا القيام به. وخلال الدقيقة التي تطلّبها الأمر مني لصياغة هذه الجملة، تؤكل آلاف الحيوانات وهي على قيد الحياة، وتهرب غيرها محاولةً النجاة بحياتها وتتشنج خوفًا، وتُلتهم غيرها من الداخل من قبل طفيليات فظّة، وتموت آلاف من كل الأنواع من الجوع والعطش والأمراض. يجب أن يكون الأمر كذلك. فإذا كان هناك أبدًا وقت من الوفرة، ستقود هذه الحقيقة بحد ذاتها أوتوماتيكيًا إلى زيادة في التعداد إلى أن تستعاد الحالة الطبيعية من الجوع والبؤس».
بناءً على ذلك، جادل آخرون بأن انتشار الأنواع المنتقاة حسب آر بين الحيوانات البرية، هو إشارة إلى احتمالية نقص متوسط عمر الحيوانات البرية وانتهاء دورة حياتهم بموت مؤلم. وفقًا لهذا الرأي، لا بد أن يكون متوسط عمر الحيوان البري مليئًا بالمعاناة أكثر من السعادة، وذلك لتفوق الموت المؤلم على أي لحظات سعادة قصيرة في حياته القصيرة.